# Esther Takeuchi
Esther Sans Takeuchi, född Sans (lettiska: Estere Sāns) 1953, är en amerikansk materialvetare och kemiingenjör som arbetar med energilagringssystem och kraftkällor för biomedicinska apparater. Hon är också professor vid Stony Brook University och chefsforskare vid Brookhaven National Laboratory.
Takeuchi har mer än 150 amerikanska patent, inklusive kring batterier.

## Liv och karriär
Takeuchi är dotter till Mary (Marija) och Rudolf Sans (Rūdolfs Sāns), flyktingar från andra världskrigets Lettland. Föräldrarna flydde 1945 till Tyskland från det sovjetiska ockuperade Lettland, levde i ett flyktingläger i flera år och immigrerade slutligen till USA.
Takeuchi tog examen vid University of Pennsylvania 1975 med inriktning på kemi och historia. Hon arbetade sedan på sin doktorsavhandling i organisk kemi vid Ohio State University fram till 1981 under handledning av Harold Shechter. Hennes doktorandstudier fokuserade på reaktionerna mellan alkoxider och (klormetyl)trisubstituerade silaner.
När Takeuchi arbetade på sin doktorsavhandling träffade hon Kenneth J. Takeuchi; de två gifte sig den 15 maj 1982. Efter att ha avslutat postdoktoral utbildning i elektrokemi vid University of North Carolina at Chapel Hill och University of Buffalo arbetade hon i 22 år på Greatbatch Inc. i Clarence i New York. Det var här som Takeuchi  under finansiering från Wilson Greatbatch fortsatte utvecklingen av Li/SVO-batteriet. Hon har också arbetat med batterier för neurostimulatorer, läkemedelstillförselsystem, pacemakers och även industribatterier för miljöer med höga temperaturer, vibrationer och behov av tillförlitlighet.
2007 började Takeuchi på akademin vid University of Buffalo som Greatbatch-professor i avancerade kraftkällor. Hon är för närvarande (2025) en framstående professor vid Stony Brook University vid institutionerna för kemi, materialvetenskap och ingenjörsvetenskap. Hon valdes till 2013 års mottagare av E.V. Murphree Award in Industrial and Engineering Chemistry, sponsrad av Exxon Mobil. Takeuchi är också fellow i The Electrochemical Society och fungerade som organisationens ordförande 2011–2012.

## Innovation
Takeuchi har i första hand blivit erkänd och prisad för sin innovation när det gäller implanterbara hjärtdefibrillatorer. Miljontals människor runt om i världen litar på dessa enheter. För att dessa skulle vara lätta att kunna göras små och pålitliga behövde de anslutas till en energikälla som också hade samma egenskaper.
Takeuchis innovation gjorde det möjligt för sådana enheter att fungera effektivt. Innovationen är en ny typ av batteriteknologi avseende ett nytt katodmaterial, högledande elektrolyt och en ny celldesign som möjliggör hög effekt och resulterar i skapandet av ett silvervanadinoxidbatteri. Dessa batterier är mycket kraftfulla, har en minimal storlek och lång livslängd. Alla dessa egenskaper gynnar ICD:er och deras förmåga att hjälpa människor med oregelbundna rytmer och slagfrekvenser i deras hjärtan.
Varje år implanteras mer än 300 000 ICD, och varje år är silvervanadinoxidbatteriet det dominerande batteriet som används av dessa enheter. Dessa SVO-batterier kan hålla i cirka fem år, jämfört med en livslängd på cirka ett år för de andra batterityperna. Vid implantering i kroppen är livslängden för ett sådant implantat avgörande. Om tidigare former av batterier avsedda för detta syfte används måste patienterna vanligtvis genomgå operation varje år för att byta ut enheterna och säkerställa implantatets funktionalitet. Med SVO-batterierna räcker batterierna över fem gånger längre, och därför behöver patienterna inte byta ut sina enheter lika ofta.

## Senare år
Den 16 juli 2018 tilldelades Takeuchis företag ett anslag på 12 miljoner dollar från Department of Energy. De vill fokusera på utvecklingen av batterier som har hög energi och hög effekt, vilket traditionellt har varit komplicerat och omöjligt. Dessa batterier skulle kunna användas i elfordon eller i kombination med förnybara solenergisystem och förnybara energigårdar. Företaget har också flera projekt som finansieras av DOE och stöds av partners som Mercedes-Benz. Ett specifikt projekt är fokuserat på att öka energiinnehållet i den negativa elektroden i elfordon, och ett sekundärt projekt är centrerat kring att öka energiinnehållet i den positiva elektroden.[källa behövs]
Takeuchis vision är att skapa ett institut fokuserat på energi och miljö genom att sammanföra Stony Brook, Brookhaven National Lab, federal finansiering, statlig finansiering, industri och filantropi.

## Priser
- European Inventor Award in the "non-EPO countries" category, presented by the European Patent Office (EPO), 2018[22]
- E.V. Murphree Award in Industrial & Engineering Chemistry, American Chemical Society, 2013
- Elected, National Academy of Engineering, 2004[23]
- Fellow, American Institute for Medical and Biological Engineering, 1999[24]
- National Medal of Technology and Innovation, 2008 – för uppfinningen av silvervanadinoxidbatteriet som gör inoperationen av hjärtdefibrillatorer möjliga.[25]
- Inductee, National Inventors Hall of Fame, 2011[26]
- Fellow, American Academy of Arts and Sciences, 2021[27]
- NAS Award in Chemical Sciences (2022)